# CCR S.A.
CCR S.A. er en brasiliansk operatør af betalingsveje, lufthavne og metro-systemer. De driver ca. 3.,000 km. betalingsveje. Deres portefølge inkluderer seks udbud: AutoBAn, NovaDutra, Ponte Rio-Niteroi, Rodonorte, ViaOeste og Via Lagos. CCR er ejet af Camargo Corrêa (17 %), Andrade Gutierrez (17 %) og Soares Penido (17,22 %) samt fri markedskapital (48,78 %).
I 2021 vandt CCR et udbud på driften af følgende lufthavne i Brasilien i 30 år: Curitiba-Afonso Pena International Airport, Curitiba-Bacacheri Airport, Foz do Iguaçu International Airport, Londrina Airport, Navegantes Airport, Joinville-Lauro Carneiro de Loyola Airport, Pelotas International Airport, Ruben Berta International Airport, Bagé-Comte. Gustavo Kraemer International Airport, Goiânia-Santa Genoveva Airport, Palmas Airport, Teresina Airport, Petrolina Airport, São Luís-Mal. Cunha Machado International Airport og Imperatriz Airport.